# Augustdorf
Augustdorf est une commune de Rhénanie-du-Nord-Westphalie (Allemagne), située dans l'arrondissement de Lippe, dans le district de Detmold, dans le Landschaftsverband de Westphalie-Lippe.

## Jumelage
- Wanzleben (Allemagne) depuis 1990
- Panzerartilleriebataillon 215 (une unité de la Bundeswehr stationnée à Augustdorf) depuis 1999